# 2010 ve fotografii

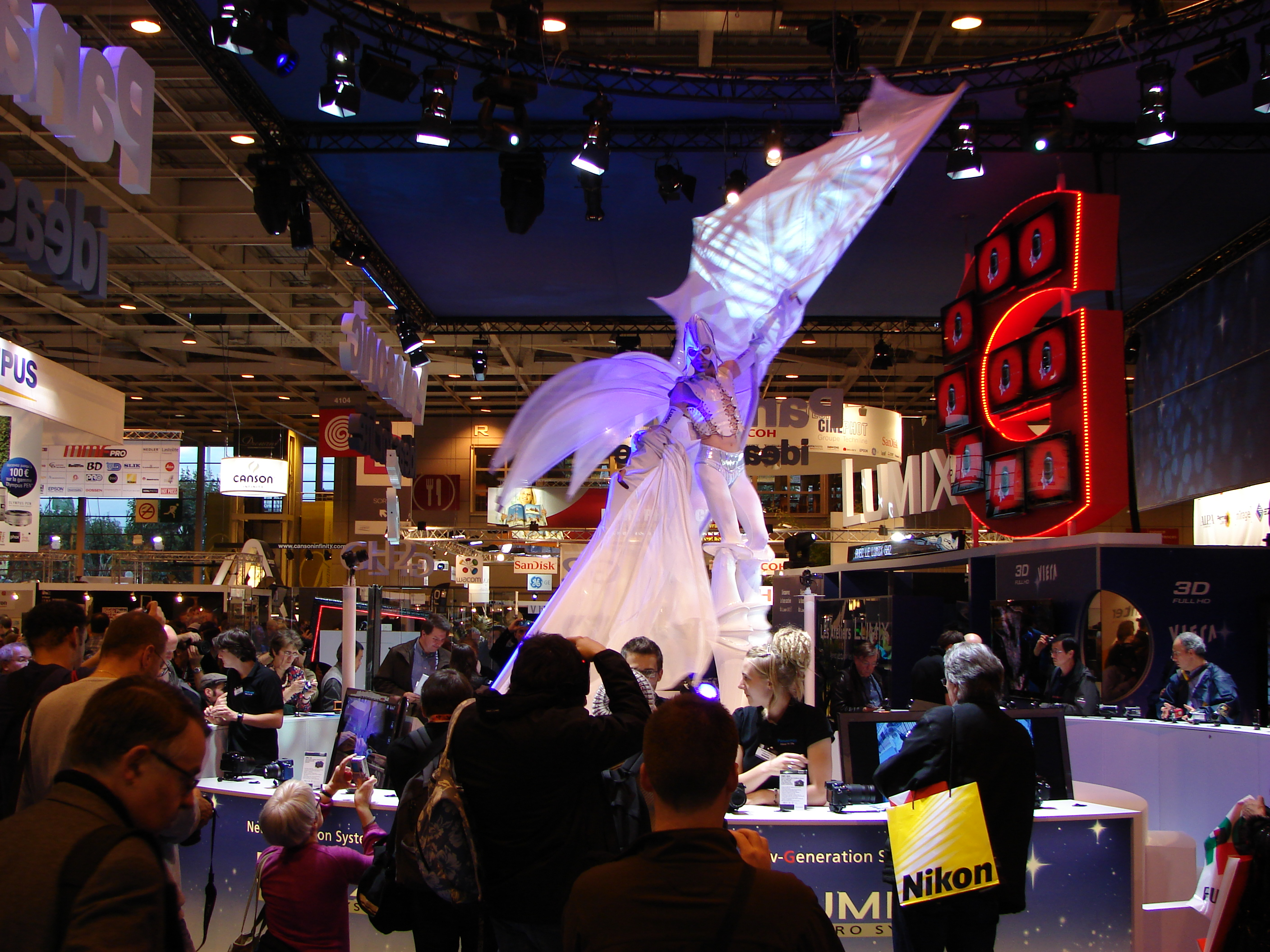
Salon de la photo de Paris 2010

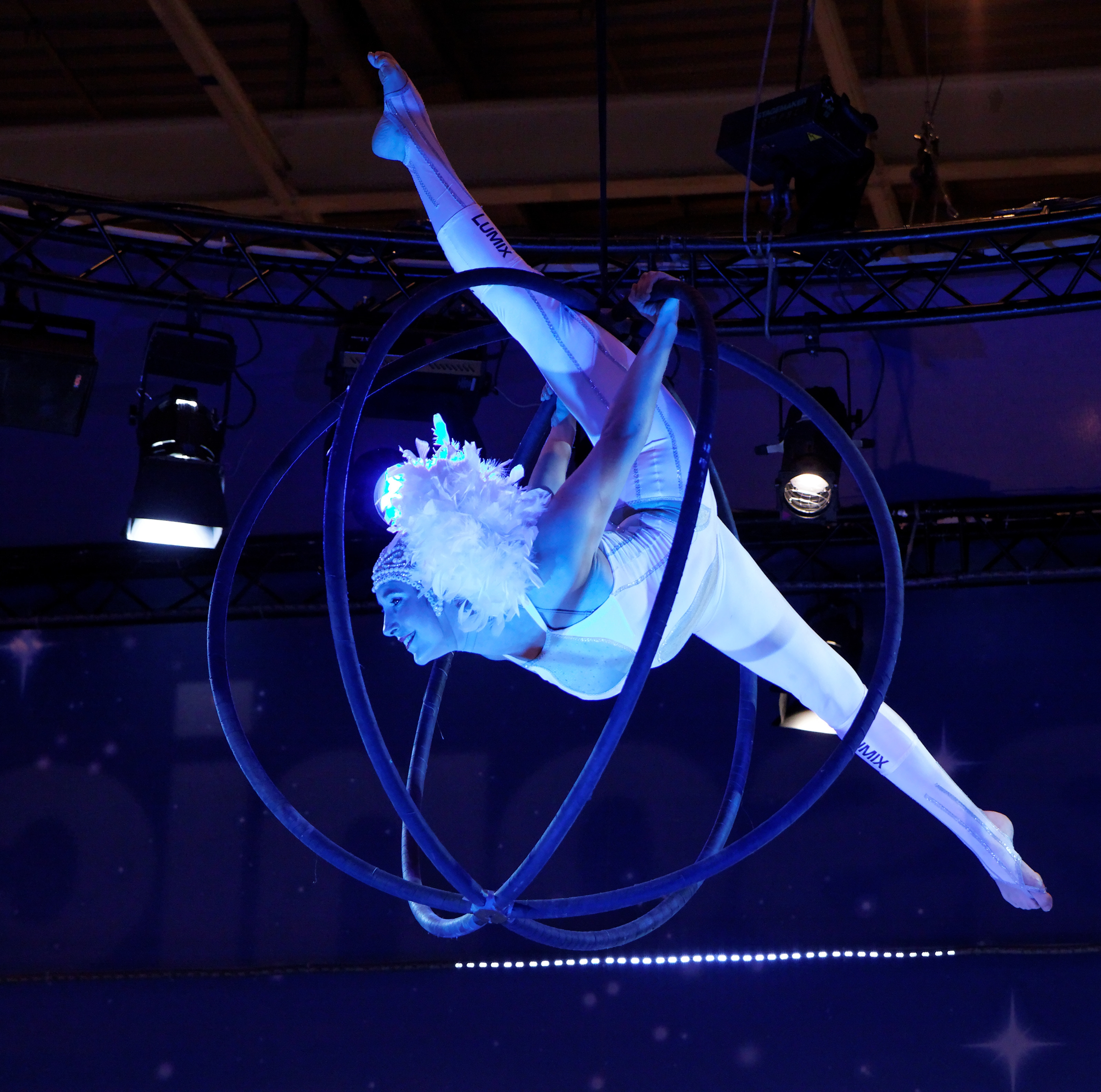
Salon de la photo de Paris, stánek firmy Panasonic, Paříž, 2010

Tento článek popisuje významné události roku 2010 ve fotografii.

## Události
- Od roku 2010 se v africkém Lagosu pravidelně koná Lagos Photo Festival.

- Funkeho Kolín 2010
- Prague Biennale Photo 2010
- Prague Photo 2010, duben

- Měsíc fotografie Bratislava 2010

- Mezinárodní festival fotografie v Lodži

- 41. Rencontres d'Arles, 3. července – 19. září 2010
- Salon de la photo de Paris, Paříž, 4.–8. listopadu 2010
- 14. Festival international de la photo animalière et de nature, Montier-en-Der, 18.–21. listopadu 2010
- Kongres Fédération photographique de France – Saint-Mitre-les-Remparts, 13.–15. května 2010
- Mois de la Photo, Paris, listopad 2010
- Paris Photo, listopad

- 30. kongres FIAP – Hanoj, Vietnam, 1.–8. srpna 2010

- photokina, Kolín nad Rýnem, 21.–26. září 2010

- Nordic Light, Kristiansund

- Month of Photography Asia, Singapur

## Ocenění

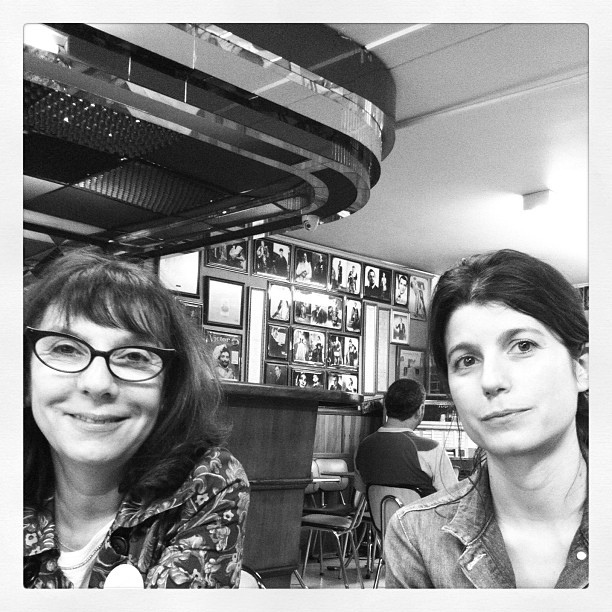
Sophie Calle (vlevo) získala cenu Hasselblad

- Czech Press Photo – Martin Bandžák, volný fotograf, Dívka hospitalizovaná v nemocnici se zraněným okem a tváří při zemětřesení, únor 2010

- World Press Photo – Jodi Bieberová

- Prix Niépce – Jean-Christian Bourcart
- Prix Nadar – Jean Gaumy, D'après nature, éditions Xavier Barral, (zvláštní uznání: Maxence Rifflet, Une route, un chemin, éditions Le Point du jour).
- Prix Arcimboldo – Muriel Bordier
- Prix de photographie de l'Académie des beaux-arts – Marion Poussier,[1] za projekt Famille
- Prix HSBC pour la photographie – Laurent Hopp a duo Lucie & Simon
- Prix Bayeux-Calvados des correspondants de guerre – Véronique de Viguerie (Getty Images pro Paris Match)
- Prix Picto – Isabelle Chapuis (vítěz)
- Prix Tremplin Photo de l'EMI – Eléonora Strano
- Prix Canon de la femme photojournaliste – Martina Bacigalupo
- Prix Voies Off – Lisa Wiltse –
- Grand prix Paris Match du photojournalisme – Olivier Laban Mattei, Tremblement de terre à Haïti.
- Prix Carmignac Gestion du photojournalisme – Massimo Berruti, Pachtounistan: Lashkars; výstava v kapli École nationale supérieure des Beaux-Arts v Paříži v roce 2011.
- Prix Roger-Pic – Philippe Marinig za jeho sérii O Sumo San

- Zlatá medaile Roberta Capy – Agnes Dherbeys, Violence Erupts in Thailand
- Cena Inge Morath – Lurdes Basoli (stránky) (Španělsko) & Claire Martin (stránky) (Austrálie), Caracas, The City of Lost Bullets / Selections from The Downtown East Side and Slab City
- Infinity Awards
- Cena Ansela Adamse – Chris Jordan
- Cena W. Eugena Smithe – Lu Guang

- Cena Oskara Barnacka – Jens Olof Lasthein, (Švédsko)
- Cena Ericha Salomona – Michael von Graffenried
- Cena za kulturu Německé fotografické společnosti – Stephen Shore
- Cena Hansely Miethové – Marcus Bleasdale (fotografie), Andrea Böhm (text)

- Davies Medal – Mark Lythgoe
- Sony World Photography Awards

- Cena Higašikawy – Chin-pao Chen, Keizó Kitadžima, Osamu James Nakagawa, Jošihiro Hagiwara, Ičiró Kodžima[2]
- Cena za fotografii Ihei Kimury – Eiko Arizono[3]
- Cena Kena Domona – Rjúičiró Suzuki (鈴木 龍一郎)[4] za RyUlysses
- Cena Nobua Iny – Hitoši Fugo
- Cena Džuna Mikiho – Šingo Kanagawa (金川 晋吾) za Father
- Cena inspirace Džuna Mikiho – Nozomi Iidžima (飯島 望美) za Scoffing Pig a Ryan Libre za Portraits of Independence: Inside the Kačin Independence Army (独立の肖像：カチン独立運動の内側から)

- Cena Roswithy Haftmann – Sigmar Polke
- Prix Pictet – neudělena

- Prix international de la Fondation Hasselblad – Sophie Calle
- Cena Lennarta Nilssona – Kenneth Libbrecht, (California Institute of Technology)
- Švédská cena za fotografickou publikaci – Hannah Modigh za Hillbilly Heroin, Honey

- Prix Paul-Émile-Borduas – ?
- Fotografická cena vévody a vévodkyně z Yorku – Michel Campeau

- Národní fotografická cena Španělska – José Manuel Ballester.[5][6]

## Významná výročí

### Sto let od narození
- Václav Jírů, český fotograf
- Ingeborg de Beausacq
- Pierre Joseph Dannes
- Edgar de Evia
- Édith Gérin
- Lucien Hervé
- Pierre Jamet
- Rose Nadau
- André Papillon
- Willy Ronis
- Henryk Ross
- Julius Shulman
- Gerda Taro
- Raoul Ubac
- Bradford Washburn
- Marion Post Wolcottová, americký fotograf
- Louise Rosskamová, americká fotografka
- Robert Thuillier

### Dvě stě let od narození
- 7. října – Peter Christian Frederik Faber, dánský fotograf († 25. dubna 1877)

### Sto let od úmrtí
- Nadar, francouzský fotograf (6. dubna 1820 – 21. března 1910)
- Camille Silvy, francouzský fotograf (1834 – 1910 )

## Velké výstavy
- Izis, Paris des rêves, Hôtel de ville de Paris, 20. ledna – 29. května 2010

- Elliott Erwitt, Personal Best, Maison européenne de la photographie, 3. února – 4. dubna 2010

- Willy Ronis. Une poétique de l'engagement, Musée de la Monnaie de Paris (Muzeum Pařížské mincovny), 16. dubna – 22. srpna 2010

- André Kertész, Galerie nationale du Jeu de Paume, Paris, 28. září 2010 – 6. února 2011

- Candid Camera: Australian Photography 1950s–1970s skupinová retrospektivní výstava sociální dokumentární fotografie Art Gallery of South Australia, 28. května – 1. srpna 2010.[7]

## Úmrtí v roce 2010

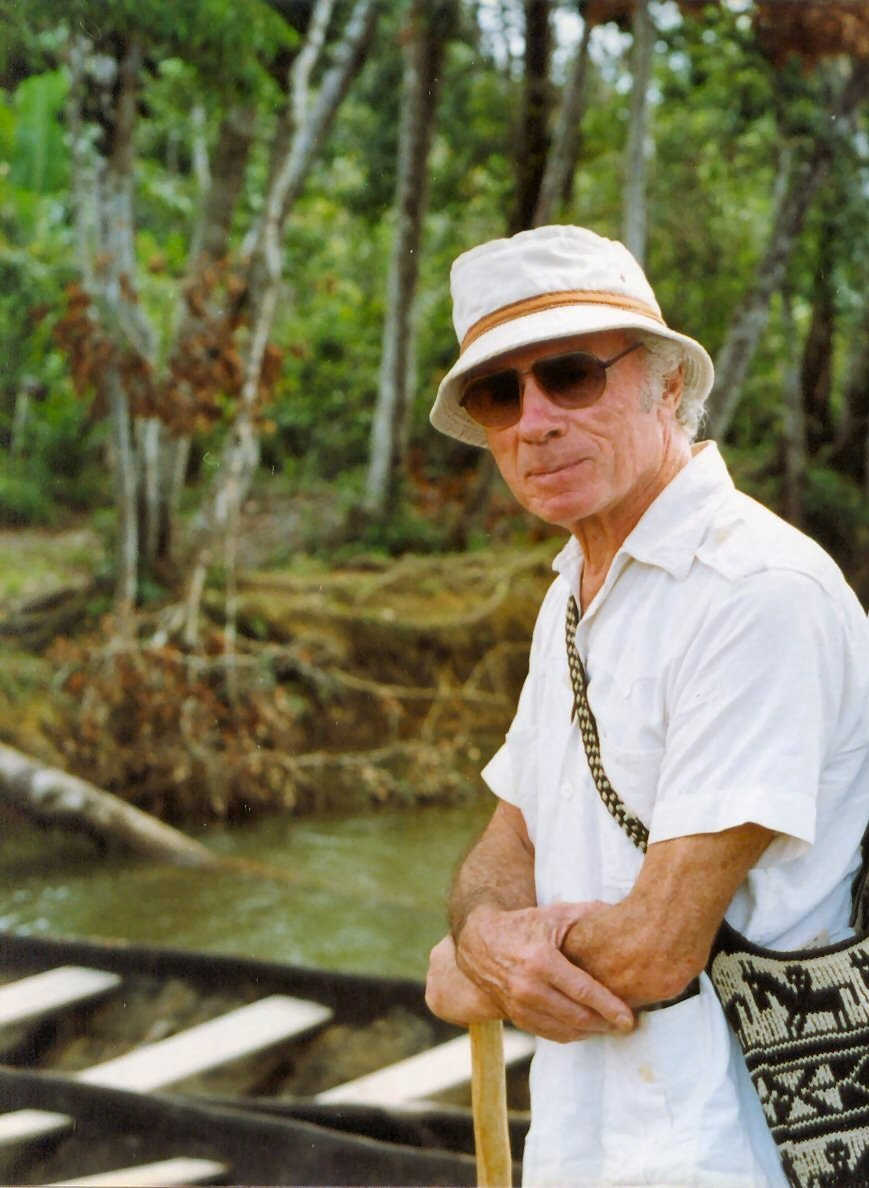
V roce 2010 zemřel Roy Pinney

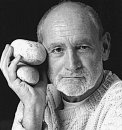
Garry Gross zemřel 30. listopadu 2010

- 9. ledna – Mark Ellidge, 70, britský novinářský fotograf[8]
- 10. ledna – Edie McKee Harperová, americká fotografka, umělkyně a ochránkyně přírody (* 29. března 1922)
- 11. ledna – Dennis Stock, 81, americký fotograf (Magnum Photos), rakovina.[9]
- 15. ledna – Bahman Jalali, 65, íránský fotograf, rakovina slinivky.[10]
- 16. ledna – Felice Quinto, 80, italský fotograf.[11]
- 2. února – Alfred Gregory, 96, britský horolezec a fotožurnalista.[12]
- 13. února – Werner Forman, 89, český fotograf působící v Londýně.
- 15. února – Rigmor Mydtskovová, 84, dánská dvorní fotografka[13]
- 26. února – Louis Fabian Bachrach (junior), 92, americký fotograf významných politiků (Bachrach Studios).[14]
- 27. února – Anna Fárová,81, česká teoretička a fotografka.[15]
- 11. března – Charles Moore, 79, americký fotograf.[16]
- 17. března – Peter Gowland, 93, americký fotograf glamour a herec.[17]
- 21. března – Margaret Moth, 58, novozélandský fotožurnalista (CNN), rakovina.[18]
- 24. března – Martin Elliott, 63, britský fotograf (Tennis Girl), rakovina.[19]
- 24. března – Jim Marshall, 74, americký hudební fotograf[20]
- 25. března – Marty Lederhandler, 92, americký fotograf (Associated Press).[21]
- 29. března – Sam Menning, 85, americký herec a fotograf (My Name Is Earl, The Prestige).[22]
- 2. dubna – Champlain Marcil, kanadský fotožurnalista, fotograf deníku Le Droit v letech 1947–1969. (1. června 1920)
- 12. dubna – Běla Kolářová, 87, česká fotografka.[23]
- 16. dubna – Balthasar Burkhard, švýcarský fotograf.
- 23. dubna – Alexandr Alexandrovič Sljusarev, ruský fotograf (* 9. října 1944)
- 3. května – Hideki Fudžii, japonský fotograf (* 1934)
- 14. května – Lennart Olson, 84, švédský fotograf a filmař (* 21. prosince 1925)
- 24. května – Alejandro López de Haro, 61, venezuelský fotograf, spisovatel a makléř.[24]
- 31. května – Brian Duffy, 76, britský fotograf.[25]
- 31. května – Cevdet Kılıçlar, 38, turecký žurnalista a fotograf, účastník Izraelského zásahu proti konvoji do Pásma Gazy.[26]
- 3. června – John Hedgecoe, 78, britský fotograf.[27]
- 10. června – Sigmar Polke, 69, německý malíř a fotograf, rakovina.[28]
- 18. června – Joe Deal, 62, americký fotograf, rakovina.
- 20. června – Edith Shainová, 91, údajná americká zdravotní sestra, kterou vyfotografoval Alfred Eisenstaedt na snímku Den vítězství na Times Square.[29]
- 24. června – Bill Hudson, 77, americký fotožurnalista, selhání srdce.[30]
- 21. července – Wesley C. Skiles, 52, americký podvodní fotograf a filmař.[31]
- 31. července – Lee Lockwood, 78, americký fotožurnalista, diabetes.[32]
- 9. srpna – Roy Pinney, 98, americký fotograf, válečný korespondent a spisovatel.[33]
- 14. srpna – Herman Leonard, 87, americký jazzový fotograf.[34]
- 27. srpna – Corinne Day, 48, britská fotografka (Vogue), nádor na mozku.[35]
- 24. září – George Ballis, 85, americký fotograf, rakovina.[36]
- 25. října – Jeff Carter, 82, australský fotograf a umělec.[37]
- 27. října – Chris Gulker, 59, americký fotograf, programátor a spisovatel.[38]
- 25. října – Geoffrey Crawley, 83, britský fotograf a spisovatel, zkoumal víly z Cottingley.[39]
- 1. listopadu – Sibylle Bergemann, německá fotografka (* 29. srpna 1941)
- 6. listopadu – Motoichi Kumagai, 101, japonský fotograf.[40]
- 26. listopadu – Mario Pacheco, 60, španělský hudebník a fotograf.[41]
- 6. listopadu – Garry Gross, 73, americký módní fotograf, selhání srdce.[42]
- 9. prosince – Frank Plicka, australský fotograf českého původu (* 11. června 1926)
- 10. prosince – George Pickow, 88, americký fotograf a filmař.[43]